# Barclay Hope
Barclay Hope (Montréal, 25 febbraio 1958) è un attore canadese, noto per i suoi ruoli televisivi di Clifford e Claudius Blossom in Riverdale, di Mike Hayden in Street Legal, di Peter Axon in PSI Factor, del colonnello Lionel Pendergast in Stargate SG-1 e del generale Mansfield in Eureka.

## Filmografia parziale

### Cinema
- Cruel Intentions 2 - Non illudersi mai (Cruel Intentions 2: Manchester Prep.), regia di Roger Kumble (2000)
- Paycheck, regia di John Woo (2003)
- L'acchiappadenti (Tooth Fairy), regia di Michael Lembeck (2010)
- Final Destination 5, regia di Steven Quale (2011)
- Assalto a Wall Street (Assault on Wall Street), regia di Uwe Boll (2013)
- Big Eyes, regia di Tim Burton (2014)
- Adaline - L'eterna giovinezza (The Age of Adaline), regia di Lee Toland Krieger (2015)
- A Cinderella Story: Christmas Wish, regia di Michelle Johnston (2019)

### Televisione
- Venerdì 13 (Friday the 13th: The Series) – serie TV, 2 episodi (1987-1990)
- Poliziotto a 4 zampe (Katts and Dog) – serie TV, un episodio (1988)
- Alfred Hitchcock presenta (Alfred Hitchcock Presents) – serie TV, 2 episodi (1988-1989)
- Ai confini della realtà (The Twilight Zone) – serie TV, un episodio (1989)
- La guerra dei mondi (War of the Worlds) – serie TV, un episodio (1990)
- I viaggiatori delle tenebre (The Hitchhiker) – serie TV, un episodio (1990)
- E.N.G. - Presa diretta (E.N.G.) – serie TV, 2 episodi (1990-1993)
- Forever Knight – serie TV, un episodio (1992)
- Matrix – serie TV, un episodio (1993)
- Siete pronti? (Ready or Not) – serie TV, 2 episodi (1993-1994)
- Street Legal – serie TV, 6 episodi (1993-1994)
- Kung Fu - La leggenda continua (Kung Fu: The Legend Continues) – serie TV, un episodio (1995)
- Piccoli brividi (Goosebumps) – serie TV, episodio 1x08 (1995)
- PSI Factor (Psi Factor: Chronicles of the Paranormal) – serie TV, 88 episodi (1996-2000)
- Ostaggi del silenzio (Dead Silence), regia di Daniel Petrie Jr – film TV (1997)
- The Wager, regia di Aaron Woodley – film TV (1998)
- Disneyland – serie TV, 2 episodi (1998-2001)
- Natale2.com ('Twas the Night), regia di Nick Castle – film TV (2001)
- Doc – serie TV, un episodio (2002)
- Soldier's Girl, regia di Frank Pierson – film TV (2003)
- Il settimo è quello giusto (Lucky 7), regia di Harry Winer – film TV (2003)
- Battlestar Galactica – serie TV, 2 episodi (2003)
- Smallville – serie TV, 3 episodi (2003-2007)
- The Collector – serie TV, un episodio (2004)
- The L Word – serie TV, 3 episodi (2004-2005)
- Stargate SG-1 – serie TV, 6 episodi (2004-2006)
- Cold Squad - Squadra casi archiviati (Cold Squad) – serie TV, 2 episodi (2005)
- 11 settembre - Tragedia annunciata (The Path to 9/11) – serie TV, 2 episodi (2006)
- Supernatural – serie TV, 2 episodi (2007-2015)
- Traveler – serie TV, 3 episodi (2007)
- Eureka – serie TV, 8 episodi (2007-2010)
- Storm Seekers, regia di George Mendeluk – film TV (2009)
- Defying Gravity - Le galassie del cuore (Defying Gravity) – serie TV, un episodio (2009)
- Fringe – serie TV, un episodio (2009)
- Hellcats – serie TV, 4 episodi (2010-2011)
- Patricia Cornwell - A rischio (Patricia Cornwell - At Risk), regia di Tom McLoughlin – film TV (2010)
- Fairly Legal – serie TV, un episodio (2011)
- Sanctuary – serie TV, un episodio (2011)
- The Killing – serie TV, 6 episodi (2011-2012)
- The Listener – serie TV, un episodio (2012)
- The Christmas Consultant, regia di John Bradshaw – film TV (2012)
- Emily Owens, M.D. – serie TV, un episodio (2013)
- R. L. Stine's The Haunting Hour – serie TV, un episodio (2013)
- Cedar Cove – serie TV, un episodio (2013)
- Le streghe dell'East End (Witches of East End) – serie TV, un episodio (2014)
- C'era una volta (Once Upon a Time) – serie TV, 2 episodi (2014-2015)
- Girlfriends' Guide to Divorce – serie TV, un episodio (2015)
- iZombie – serie TV, un episodio (2015)
- Wayward Pines – serie TV, 4 episodi (2015)
- Garage Sale Mystery – serie TV, un episodio (2015)
- Unreal – serie TV, 5 episodi (2015-2018)
- Timeless – serie TV, un episodio (2016)
- Shut Eye – serie TV, 2 episodi (2016)
- Prison Break – serie TV, episodio 5x07 (2017)
- Teen Wolf – serie TV, un episodio (2017)
- Riverdale – serie TV, 29 episodi (2017-2023)
- Salvation – serie TV, 2 episodi (2018)
- Upload – serie TV, 8 episodi (2020-2023)
- Resident Alien – serie TV, 8 episodi (2022-2024)

## Doppiatori italiani
Nelle versioni in italiano delle opere in cui ha recitato, Barclay Hope è stato doppiato da:
- Gianni Giuliano in Adaline - L'eterna giovinezza, Riverdale, Colony, Fire Country
- Enzo Avolio in Eureka, Darrow & Darrow, Resident Alien
- Saverio Indrio in Patricia Cornwell - A rischio, iZombie
- Massimiliano Lotti in Garage Sale Mystery, Upload
- Roberto Chevalier in Alfred Hitchcock presenta (ep. 3x05)
- Marco Balzarotti in Piccoli brividi
- Vittorio Guerrieri in PSI Factor
- Massimo Bitossi in Smallville (ep. 2x13)
- Antonio Angrisano in Smallville (ep. 2x17)
- Massimiliano Virgilii in The L Word
- Michele D'Anca in Stargate SG-1
- Francesco Prando in 11 settembre - Tragedia annunciata
- Fabrizio Temperini in Supernatural (ep. 2x15)
- Gianluca Machelli in Supernatural (ep. 10x11)
- Domenico Crescentini in The Killing (ep. 1x02, 1x06)
- Stefano Miceli in The Killing (st. 2)
- Stefano Oppedisano in Assalto a Wall Street
- Stefano Thermes in C'era una volta
- Antonio Palumbo in Big Eyes
- Giovanni Battezzato in Una pazza crociera
- Luigi Rosa in Piccoli brividi (ridoppiaggio)